# 内ヘルニア
内ヘルニア（ないヘルニア、英:internal hernia）とは体腔内において腸間膜や大網の裂孔部、陥凹部などに腹腔内臓器が侵入した状態。外ヘルニア（狭義のヘルニア）に比べて発生は少ない。腸間膜ヘルニア、大網ヘルニア、横隔膜ヘルニア、直腸ヘルニアに分類される。